# Colubrina
Colubrina é um género botânico pertencente à família das Ramnáceas, que abarca um ror de espécies às quais se reputam qualidades ornamentais, lenhosas ou farmacológicas. Também conhecida pelos nomes de Madeira Nua, Madeira de Cobra e Coração Verde.